# Himno Istmeño
Himno Istmeño (Spaans: Isthmus-Hymne) is het volkslied van Panama. De muziek is gemaakt door Santos Jorge, en de tekst is geschreven door Jerónimo De La Ossa.
Het lied werd al in 1897 gecomponeerd door Don Santos Jorge Amatriáin, een gestudeerd musicus die in 1889 vanuit Spanje naar Panama was gekomen en daar werk had gevonden als muziekleraar op openbare scholen en als organist. In 1892 werd hij benoemd tot dirigent van de militaire kapel van het bataljon "Colombia" en later vervulde hij dezelfde functie voor de zojuist opgericht kapel van de republiek. Het lied met de titel Himno Patriótico Istmeño componeerde hij aanvankelijk om op scholen door de leerlingen te worden gezongen, maar het sloeg onder een breed publiek aan en ook veel ouderen pakten het op. De tekst van dat eerste lied was van de hand van Juan Augusto Torres, de toenmalige secretaris van onderwijs. 
Toen in 1903 William Buchanan de eerste ambassadeur van de Verenigde Staten in Panama zijn opwachting ging maken bij de provisorische regering was er geen volkslied dat, volgens goed gebruik, bij die gelegenheid ten gehore kon worden gebracht. Santos Jorge stelde voor dat zijn lied voor die gelegenheid gebruikt zou worden, hetgeen geaccepteerd wordt omdat het al bij een breed publiek populair was. Aan zijn vriend Jerónimo de la Ossa vroeg hij er een tekst op te schrijven, hetgeen deze deed.
In 1906 werd het lied officieel als voorlopig lied aangenomen door het parlement, waarna een wedstrijd uitgeschreven werd om een nieuw volkslied te kiezen, waarbij het lied door het volk herkozen werd. Later, bij het vastleggen van de grondwet in 1941 werd een artikel opgenomen waarmee het lied definitief als nationaal volkslied werd vastgelegd.

## Liedtekst
| Spaans (huidige versie) refrein: Alcanzamos por fin la victoria en el campo feliz de la unión; Con ardientes fulgores de gloria se ilumina la nueva nación. Es preciso cubrir con un velo del pasado el calvario y la cruz; Y que adorne el azul de tu cielo de concordia la espléndida luz. El progreso acaricia tus lares. Al compás de sublime canción, ves rugir a tus pies ambos mares que dan rumbo a tu noble misión. refrein (herhaling) En tu suelo cubierto de flores a los besos del tibio terral, terminaron guerreros fragores; Sólo reina el amor fraternal. Adelante la pica y la pala, Al trabajo sin más dilación, y seremos así prez y gala de este mundo feraz de Colón. refrein (herhaling) | Nederlandse vertaling refrein: Eindelijk hebben we de overwinning behaald op het gelukkige veld van de eenheid; Met een glorieuze stralenpracht wordt de nieuwe natie verlicht. Het is juist af te dekken met een doek van het verleden Golgotha en het kruis; En dat het blauw van jouw hemel gesierd wordt door het stralende licht van het verdrag. De vooruitgang streelt je woonstedes. Op de klanken van een subliem lied, zie je aan je voeten beide zeeën bruisen die je nobele missie richting geven. refrein (herhaling) Op je met bloemen bedekte bodem gekust door de warmte van de aarde zijn de kreten van strijders verstomd; Alleen de broederliefde regeert. Voorwaarts met pikhouweel en schep, aan het werk zonder verder getreuzel, opdat wij de roemrijke aankleding zijn van deze vruchtbare wereld van Columbus. refrein (herhaling) |